# Hypena bambusalis
Hypena bambusalis är en fjärilsart som beskrevs av John Henry Leech 1889. Hypena bambusalis ingår i släktet Hypena och familjen nattflyn. Inga underarter finns listade i Catalogue of Life.